# Grube (Schleswig-Holstein)
Pour les articles homonymes, voir Grube.
Grube est une commune allemande de l'arrondissement du Holstein-de-l'Est, dans le Land de Schleswig-Holstein.

## Géographie
Grube se situe dans la péninsule de Wagrie, le long de la baie de Lübeck, sur la mer Baltique.
La commune est composée des quartiers de Gruberdieken, Gruber Fähre, Gruberfelde, Gruberhagen, Konzerberg, Muchelsdorf, Rosenfelde, Rosenhof, Schusterkrug, Siggeneben et Weberkamp.
Elle est traversée par la Bundesstraße 501 entre Neustadt in Holstein et Fehmarn.

## Histoire
Il existe un tumulus à Siggeneben.
L'église Saint-Georges est bâtie vers 1232.
L'écrivain Johannes Stricker a écrit le drame De düdesche Schlömer en 1584 lorsqu'il était pasteur de la commune.
Le cimetière de la commune reçoit les corps des victimes du Cap Arcona lors de la Seconde Guerre mondiale.

## Personnalités liées à la ville
- Friedrich Dahl (1856-1929), zoologiste né à Rosenhofer Brök.